# Gran Premi del Canadà del 1967
Resultats del Gran Premi del Canadà de Fórmula 1 de la temporada 1967, disputat al circuit de Mosport el 27 d'agost del 1967.

## Resultats de la cursa
| Pos | No | Pilot           | Equip             | Voltes | Temps/ Retir.  | Pos. de sort. | Punts |
| --- | -- | --------------- | ----------------- | ------ | -------------- | ------------- | ----- |
| 1   | 1  | Jack Brabham    | Brabham - Repco   | 90     | 2h 40' 40.0    | 7             | 9     |
| 2   | 2  | Denny Hulme     | Brabham - Repco   | 90     | + 1' 01.9 min. | 3             | 6     |
| 3   | 10 | Dan Gurney      | Eagle - Weslake   | 89     | + 1 Volta      | 5             | 4     |
| 4   | 4  | Graham Hill     | Lotus - Ford      | 88     | + 2 Voltes     | 2             | 3     |
| 5   | 16 | Mike Spence     | BRM               | 87     | + 3 Voltes     | 10            | 2     |
| 6   | 20 | Chris Amon      | Ferrari           | 87     | + 3 Voltes     | 4             | 1     |
| 7   | 19 | Bruce McLaren   | McLaren - BRM     | 86     | + 4 Voltes     | 6             |       |
| 8   | 9  | Jo Bonnier      | Cooper - Maserati | 85     | + 5 Voltes     | 14            |       |
| 9   | 12 | David Hobbs     | BRM               | 85     | + 5 Voltes     | 12            |       |
| 10  | 8  | Richard Attwood | Cooper - Maserati | 84     | + 6 Voltes     | 13            |       |
| 11  | 6  | Mike Fisher     | Lotus - BRM       | 81     | + 9 Voltes     | 17            |       |
| Ret | 3  | Jim Clark       | Lotus - Ford      | 69     | Encesa         | 1             |       |
| DSQ | 5  | Eppie Wietzes   | Lotus - Ford      | 69     | Desqualificat  | 16            |       |
| Ret | 15 | Jackie Stewart  | BRM               | 65     | Accelerador    | 9             |       |
| NC  | 11 | Al Pease        | Eagle - Climax    | 47     | No classificat | 15            |       |
| Ret | 17 | Chris Irwin     | BRM               | 18     | Virolla        | 11            |       |
| Ret | 71 | Jochen Rindt    | Cooper - Maserati | 4      | Encesa         | 8             |       |
| NVQ | 41 | Tom Jones       | Cooper - Climax   |        |                |               |       |

## Altres
- Pole: Jim Clark 1' 22. 4
- Volta ràpida: Jim Clark 1' 23. 1 (a la volta 54)